# Under a Raging Moon
Under a Raging Moon es el sexto álbum de estudio del músico británico Roger Daltrey, publicado por la compañía discográfica Atlantic Records en septiembre de 1985. El disco, producido por Alan Shacklock y grabado entre los RAK Studios y los Odyssey Studios de Londres, alcanzó el puesto 42 en la lista estadounidense Billboard 200 y el 52 en la británica UK Albums Chart. El sencillo «After the Fire», compuesto por Pete Townshend, llegó a la posición 48 en la lista Billboard Hot 100 y al tres en la Hot Mainstream Rock Tracks. 
El álbum incluyó «Under a Raging Moon», un tributo a Keith Moon, batería de The Who, compuesto por John Parr. John Entwistle quería tocar la canción en lugar de «Won't Get Fooled Again» en el Live Aid de 1985, pero Pete Townshend prefirió incluir la segunda. En su lugar, Entwistle grabó su propia versión en el álbum en directo Left for Live como tributo a Moon. Under a Raging Moon incluyó también a Zak Starkey, hijo mayor de Ringo Starr, tocando la batería.

## Recepción
En su reseña para Allmusic, el crítico musical Mike DeGagne escribió: «La atronadora pero apasionada oda de Daltrey a su antiguo amigo y batería Keith Moon es un aguacero ferviente de la frustración que podía verdaderamente sentir dentro de cada verso de cada canción. Un solo de batería espectacular de Mark Brzeicki es un modesto homenaje al fallecido Moon y añade una profundidad indefinida».

## Lista de canciones
| Cara A |                                                                                           |          |  |
| N.º    | Título                                                                                    | Duración |  |
| 1.     | «After the Fire» (Pete Townshend)                                                         | 4:36     |  |
| 2.     | «Don't Talk to Strangers» (Julia Downes, Chris Andrews, Roger Daltrey)                    | 4:13     |  |
| 3.     | «Breaking Down Paradise» (Russ Ballard)                                                   | 4:07     |  |
| 4.     | «The Pride You Hide» (Alan Dalgleish, Roger Daltrey, Nicky Tesco)                         | 4:33     |  |
| 5.     | «Move Better in the Night» (Chris Thompson, Stevie Lange, Robbie McIntosh, Roger Daltrey) | 3:58     |  |

| Cara B |                                                       |          |  |
| N.º    | Título                                                | Duración |  |
| 1.     | «Let Me Down Easy» (Bryan Adams, Jim Vallance)        | 4:08     |  |
| 2.     | «Fallen Angel» (Kit Hain)                             | 4:29     |  |
| 3.     | «It Don't Satisfy Me» (Alan Shacklock, Roger Daltrey) | 3:14     |  |
| 4.     | «Rebel» (Bryan Adams, Jim Vallance)                   | 4:20     |  |
| 5.     | «Under a Raging Moon» (Julia Downes, John Parr)       | 6:42     |  |

## Personal
- Roger Daltrey: voz, órgano Hammond y coros
- Mark Brzezicki: batería, triángulo y percusión
- Tony Butler: bajo
- Robbie McIntosh: guitarra y guitarra slide
- Bryan Adams: guitarras
- Nick Glennie-Smith: teclados
- John Siegler: bajo
- Mark Feltham: armónica
- Alan Shacklock: piano, teclados, secuenciación, emulador, percusión, órgano Hammond, Fender Rhodes, pandereta, guitarra acústica
- Bruce Watson: e-bow
- Russ Ballard: guitarra y coros
- Mark Williamson: coros
- Annie McCraig: coros
- John Payne: coros
- John Parr: coros
- Steve Rance: coros

## Posición en listas
| País           | Lista           | Posición |
| -------------- | --------------- | -------- |
| Estados Unidos | Billboard 200   | 42       |
| Reino Unido    | UK Albums Chart | 52       |

| Sencillo              | País           | Lista                  | Posición |
| --------------------- | -------------- | ---------------------- | -------- |
| «After the Fire»      | Estados Unidos | Billboard Hot 100      | 48       |
| «After the Fire»      | Estados Unidos | Mainstream Rock Tracks | 3        |
| «After the Fire»      | Reino Unido    | UK Singles Chart       | 50       |
| «Let Me Down Easy»    | Estados Unidos | Billboard Hot 100      | 86       |
| «Let Me Down Easy»    | Estados Unidos | Mainstream Rock Tracks | 11       |
| «Under a Raging Moon» | Estados Unidos | Mainstream Rock Tracks | 11       |
| «Under a Raging Moon» | Reino Unido    | UK Singles Chart       | 43       |